# Большая Аккаржа
Большая Аккаржа — стоянка, археологический памятник, лагерь-поселение позднего палеолита. Расположена возле посёлка городского типа Великодолинское Овидиопольского района Одесской области, на правом берегу реки Аккаржа. Открыта в 1955 году археологом В. И. Красковским, исследовалась в 1950-1960-е годы П. И. Борисковским, в 1980-1990-е — И. В. Сапожниковым. Площадь раскопок составила около 300 м². Основной горизонт культурных остатков толщиной 0,35-0,50 метров залегал на глубине 0,55-1,05 м., имел следы интенсивной обработки кремня (орудия, отходы производства) и нескольких очагов, содержал также морские и наземные моллюски, фрагменты костей бизонов. Находки концентрировались в виде нескольких пятен. Одну из них, площадь которой составляла 16 м² с остатками очага в центре, считают локальным хозойственно-бытовым комплексом. Памятник интерпретируют как базовый сезонный лагерь охотников на бизонов. Технологии обработки кремня присущи эпиграветской с некоторыми ориньякскими чертами культурно-технологической традиции.